# Las Rozas de Valdearroyo
Las Rozas de Valdearroyo település Spanyolországban, Kantábria autonóm közösségben. Las Rozas de Valdearroyo Campoo de Enmedio, Campoo de Yuso, Valle de Valdebezana, Arija, Alfoz de Santa Gadea és Valdeprado del Río községekkel határos. Lakosainak száma 261 fő (2024).

## Népesség
A település népessége az elmúlt években az alábbi módon változott:
| Lakosok száma | 317  | 319  | 307  | 283  | 288  | 281  | 264  | 260  | 261  | 261  |
|               | 2001 | 2004 | 2007 | 2009 | 2012 | 2014 | 2017 | 2019 | 2022 | 2024 |